# Fredrik Wendt
Fredrik Hilmer Wendt, född 20 januari 1898 i Ystad, död 27 januari 1973 i Eriksfälts församling i Malmö, var en svensk läkare.
Wendt var son till Gustaf Wendt och Hilma Pettersson. Efter studentexamen i Ystad 1916, läste han medicin. Han blev medicine kandidat vid Lunds universitet 1920, medicine licentiat vid Karolinska Institutet i Stockholm 1925 och hade olika läkarförordnanden vid Sabbatsbergs sjukhus, Stockholms läns sanatorium vid Uttran, Kristianstads lasarett och Alingsås lasarett fram till 1928.
Fredrik Wendt var underläkare vid Landskrona lasarett 1928–1931 (varav en tid som tillförordnad lasarettsläkare), underläkare vid Malmö allmänna sjukhus avdelning för förlossningar och kvinnosjukdomar 1931–1934 (under en tid som tillförordnad lasarettsläkare), tillförordnad underläkare vid Akademiska sjukhusets gynekologiska klinik 1935, diverse provinsialläkarförordnanden 1936, köpingsläkare i Åstorp 1936, läkare vid SJ från 1941 och extra provinsialläkare i Åstorps distrikt från 1947.
Från 1934 var Wendt gift med Ruth Hansen (1891–1962), tidigare gift med Martin Emond.